# Ichkeul
Ichkeulsjön (بحيرة اشكل) är en sjö i norra Tunisien nära Medelhavets kust. Varje år gör hundratusentals flyttfåglar uppehåll i sjön och i våtmarkerna i Ichkeuls nationalpark för att äta och häcka. Vanliga fåglar är änder, gäss, storkar och flamingo. Nationalparken är ett 126 km² stort sjö- och våtmarksområde som haft världsarvsstatus sedan 1980 och mellan 1996 och 2006 även var uppsatt på listan över hotade världsarv. Dammbyggena vid sjöns tillflöden har orsakat stora förändringar av den ekologiska balansen i sjön och våtmarkerna.
Vattenytorna utgör 85 km² och marskland samt andra våtmarker utgör 28 km². Dammbyggnaderna medförde en minskning av purpurhönans och kopparandens population. Området ingick i förhistorisk tid i en kedja av flera insjöar.
Då dammarna kraftigt reducerat sötvattensinflödena till sjön och sumpmarkerna, har vass, halvgräs och andra sötvattensväxtarter ersatts med saltälskande växter. Dessa förändringar har skapat en rejäl minskning av antalet flyttfåglar. Dessa är beroende av de olika växter som brukade finnas vid sjön.
Enligt Unescos webbplats har Tunisiens regering vidtagit några steg för att bevara sötvattnet och minska salthalten, och sjön togs bort från Unescos lista över hotade världsarv 2006.

## Flora och fauna
I nationalparken registrerades över 500 olika växtarter och fler än 229 djurarter. Växterna tillhör bland annat johannesbrödssläktet, släktet Mastixia, törelväxterna, cyklamensläktet, olivsläktet, släktet Pistacia och introducerade fikonkaktus. Bland fåglar hittas flera olika arter av änder, flamingor och hägrar samt smutsgam, tornfalk, kalanderlärka och diademrödstjärt. Vanliga däggdjur är schakaler och införda vattenbufflar.